# Manifestation sanglante du Hajj en 1987

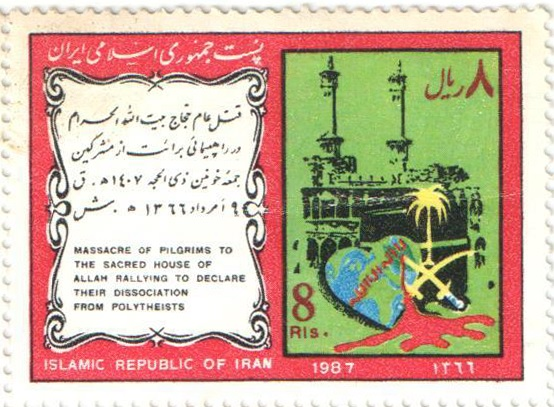
Un timbre postal iranienne sur lequel est remarqué incident de 1987 à la Mecque comme un masscare

L’ incident de 1987 à la Mecque est un affrontement entre manifestants pèlerins chiites et forces de sécurité saoudiennes, lors du pèlerinage du Hajj ayant provoqué la mort de plus de 400 personnes. Cet événement a été décrit de diverses manières comme une "émeute", un "massacre" ou une "répression sanglante". Il a amplifié les tensions entre l'Iran chiite et l'Arabie saoudite Sunnite.
En 1981 déjà, les pèlerins iraniens organisaient une manifestation politique contre l'impérialisme qui tournait à l'affrontement avec les forces de l'ordre saoudiennes. En1987 cette fois, certaines sources parlent d'une réclamation concernant l'internationalisation des lieux saints islamiques. Quoi qu'il en soit, un cordon de police saoudien et la Garde nationale saoudienne avaient scellé une partie du parcours de la manifestation, conduisant une fois encore à une confrontation entre eux et les pèlerins. La confrontation dégénère alors en un affrontement violent, suivi d'une embuscade meurtrière.
Les détails de l'incident sont sujets à controverse, l'Iran et l’Arabie saoudite s'accusant mutuellement. Selon les sources, 402 personnes dont 275 pèlerins iraniens, 85 policiers saoudiens et 42 pèlerins d'autres nationalités, auraient trouvé la mort au cours de l'incident,.

## Contexte
Il existe une longue histoire de tensions entre l'Arabie saoudite et l'Iran. Muhammad ibn Abd al-Wahhab, dans la promotion de l'islam salafiste avait initié la destruction de divers lieux de sépulture religieux à Hejaz, et le roi Abdul Aziz Ibn Saud, descendant de la famille -Wahhabi, a poursuivi cette initiative en détruisant certaines parties du lieu de sépulture chiite vénéré d'Al-Baqi ' en 1925. Les musulmans chiites considéraient les croyances Wahhabisme comme une " innovation déviante "; et leur comportement et extrémisme a provoqué l'indignation en Iran, le gouvernement iranien appelant à l'éviction d'ib Saoud et interdisant aux Iraniens d'effectuer le pèlerinage en 1927 par déclaration d'interdiction aller au Hajj pendant 4 ans . En 1943, un pèlerin iranien a été décapité sur des accusations saoudiennes selon lesquelles il aurait apporté des excréments à l'intérieur de la Grande Mosquée sur son vêtement. L'Iran a officiellement protesté et suspendu son pèlerinage jusqu'en 1948.
Pendant des années, les pèlerins iraniens ont essayé d’organiser des manifestations intitulées «Se distancer de Mushrikīn » (برائت از مشرکين) dans la ville sainte musulmane de La Mecque pendant le hajj . Ces manifestations remontent à 1971, lorsque Ruhollah Khomeiny a demandé à ses fidèles chiites de diffuser des messages politiques lors de leurs pèlerinages. Même si quelques Iraniens ont été arrêtés pour cet acte, les responsables saoudiens étaient généralement apathiques, car ils ne considéraient pas que ces messages politiques constituaient une menace pour la royauté saoudienne. La pratique consistant à diffuser des messages politiques, principalement des critiques des États-Unis et d'Israël, ainsi que des gouvernements pro-occidentaux, s'est poursuivie jusqu'en 1981.
En 1981, la Masjid al-Haram et la mosquée du Prophète, deux des sites les plus sacrés de l’islam, ont ouvertement scandé des slogans politiques, entraînant de violents affrontements avec la sécurité saoudienne et un mort. Dans la même année, le roi Khalid d'Arabie Saoudite a écrit une lettre à Saddam Hussein en disant « écraser ces Iraniens stupides » que Saddam a poussé avec l'invasion du territoire iranien.
Au cours des années suivantes, les deux parties tentèrent de calmer la situation: Khomeiny a appelé ses partisans à maintenir la paix et l'ordre, à ne pas distribuer de matériel politique imprimé et à ne pas critiquer les gouvernements musulmans. En retour, les autorités saoudiennes ont inversé leur position antérieure et permis l'organisation de deux manifestations distinctes: l'une à La Mecque et l'autre à Médine.
En 1986, la situation était suffisamment calme pour que les autorités saoudiennes rouvrent le cimetière scellé d'al-Baqi destiné aux pèlerins chiites. En réponse, le représentant de Khomeiny a officiellement remercié le roi saoudien pour le geste. Cependant, la même année, le radical iranien Mehdi Hashemi a été accusé de trafic d’explosifs en contrebande dans un avion à destination de l’Arabie saoudite, ravivant ainsi les craintes saoudiennes. Les tensions ont également été exacerbées par les demandes de Mohammad Mousavi Khoeiniha en 1987 d'autoriser les pèlerins iraniens à organiser leurs manifestations à l'intérieur de la Grande Mosquée même, sans la présence de gardes de sécurité. Khoeiniha avait été précédemment nommé superviseur et représentant personnel de l'ayatollah Khomeiny pour les affaires du pèlerinage, mais avait été expulsé d'Arabie saoudite en 1982. Même si Mehdi Karrubi, représentant officiel du pèlerinage de Khomeiny, avait tenté de Assurer aux responsables saoudiens que les manifestations se dérouleraient de la manière habituelle et selon les itinéraires convenus, cela n’a guère dissipé les craintes saoudiennes.
Avant le début des manifestations, Khomeiny a demandé aux pèlerins iraniens de maintenir la paix et de rester civil pendant le pèlerinage.

## Démonstrations
Le vendredi 31 juillet 1987, la manifestation de pèlerins iraniens contre les "ennemis de l'Iran" (y compris les États-Unis et Israël ) a commencé dans un climat de sécurité renforcée. La marche s’est déroulée sans encombre jusqu’à la fin de l’itinéraire prévu, où les manifestants ont été bloqués par la police anti-émeute saoudienne et les gardes nationaux. À ce stade, certains Iraniens ont commencé à demander que les manifestations se poursuivent et continuent jusqu'à la Grande Mosquée. Pendant que cela se produisait, des personnes non identifiées ont commencé à harceler les pèlerins iraniens en leur lançant des briques et d'autres objets depuis un lieu situé à proximité. Ces facteurs ont exacerbé la situation et provoqué de violents affrontements entre les pèlerins iraniens et la sécurité saoudienne, les Saoudiens utilisant des matraques et des aiguillons électriques et les Iraniens utilisant des couteaux et des gourdins.
Selon une source d'information américaine, finalement la garde nationale a tiré des gaz lacrymogènes sur la foule, puis a ouvert le feu à l'aide de pistolets et d'armes automatiques mais les sources Saoudiennes n'acceptaient jamais l'ouvert le feu et ils ont dit que la cause du mort des manifestants été être piétinant .
Les forces de sécurité saoudiennes auraient ouvert le feu sur les manifestants, ce que nient les responsables saoudiens. Les émeutes et la débâcle qui en a résulté auraient fait 402 morts (275 Iraniens, 85 Saoudiens, y compris des policiers et 42 pèlerins d’autres pays) et 649 blessés (303 Iraniens, 145 Saoudiens et 201 autres ressortissants).
Les détails sont controversés. Les autorités iraniennes soutiennent que les Saoudiens ont tiré sur les manifestants sans provocation et que les manifestations se sont déroulées dans le calme. Les responsables saoudiens insistent sur qu'aucun coup de feu n'a été tiré et que tous les décès ont été causés par la mêlée et la bousculade.

## Conséquences

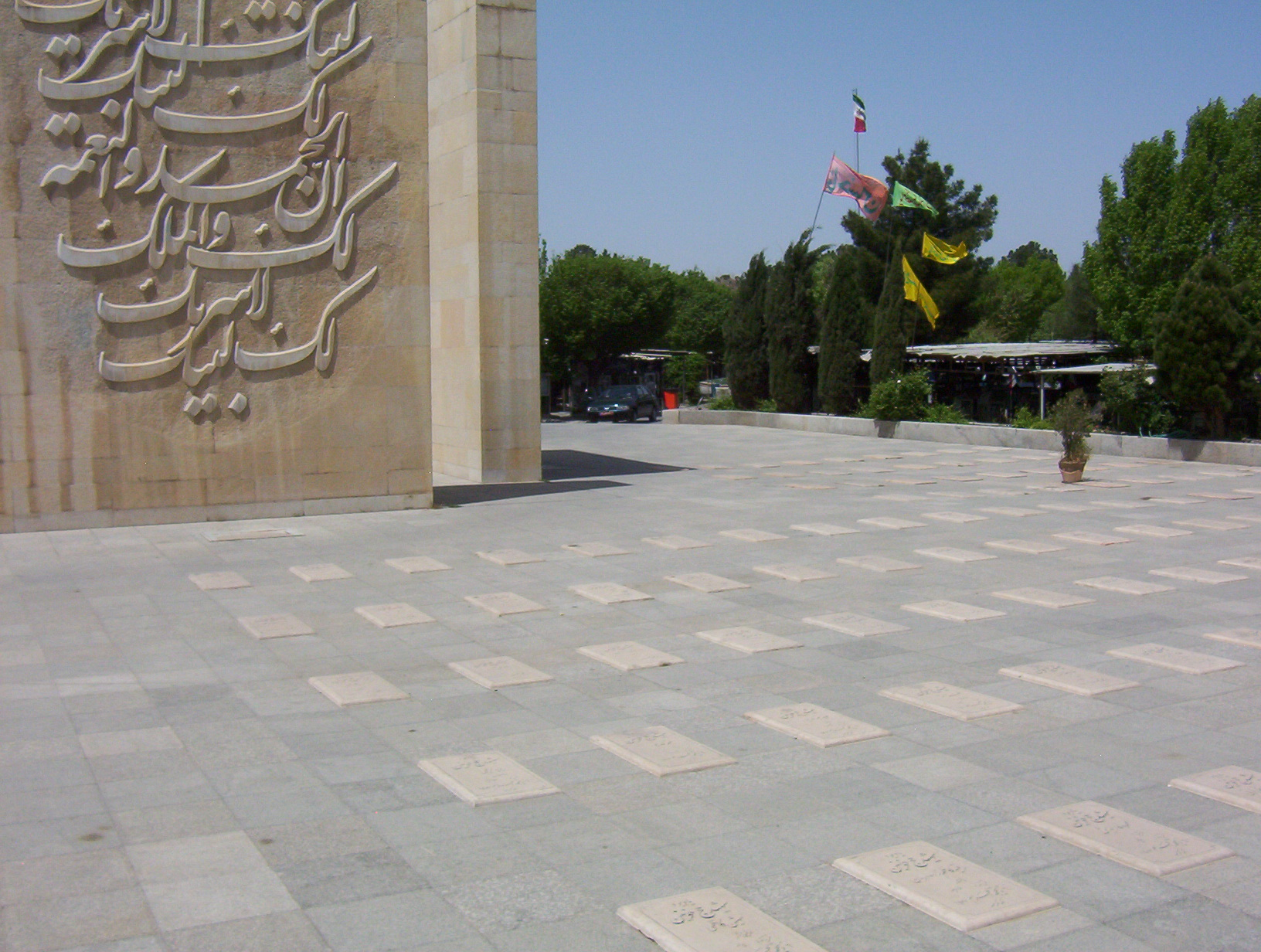
Mémorial et tombeaux des victimes en Iran

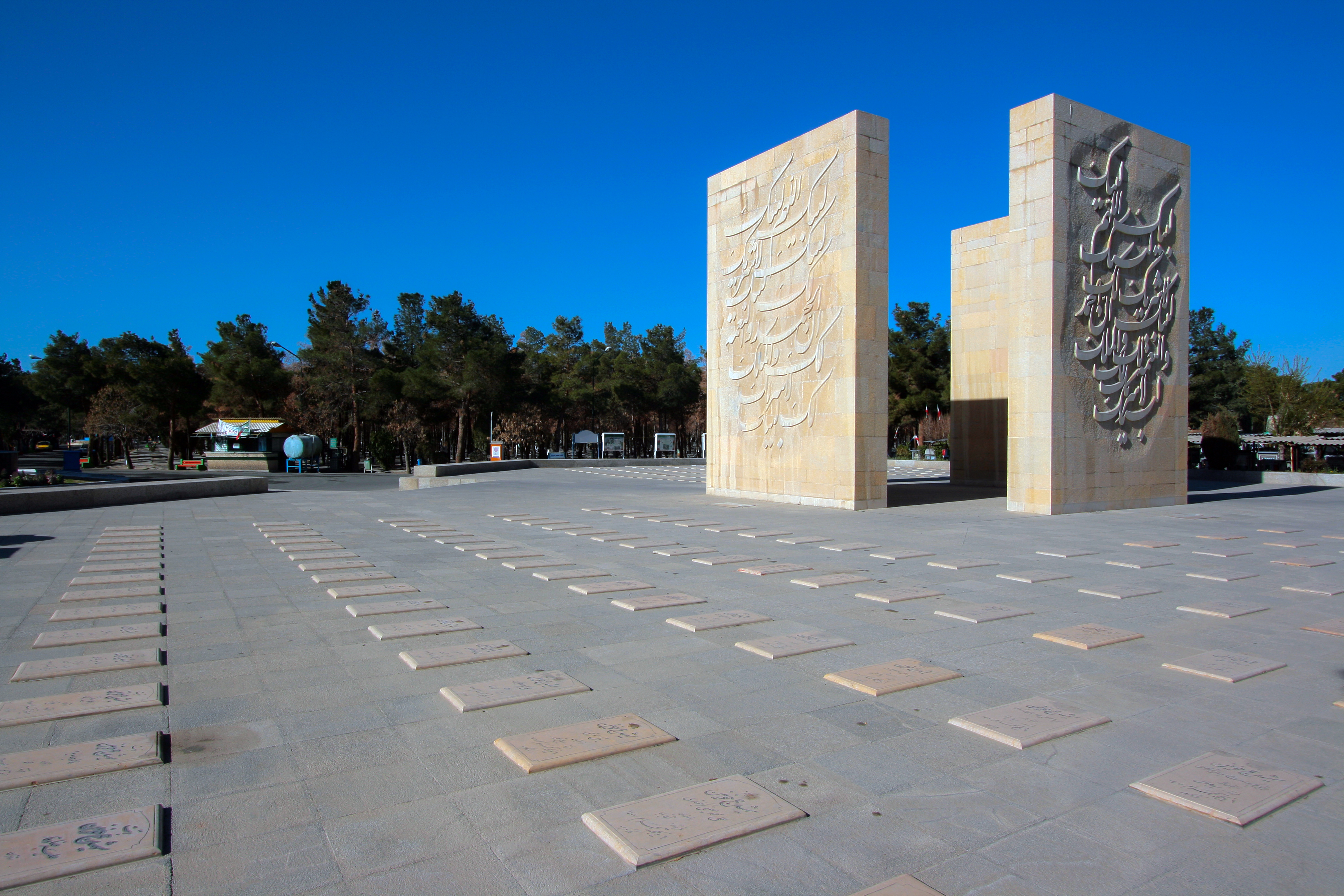

Le 1er août 1987, une manifestation spontanée en Téhéran s’est terminée par des attaques contre les ambassades du Koweït et d’Arabie saoudite à Téhéran Le même jour, le dirigeant iranien Khomeiny a appelé les Saoudiens à renverser la Dynastie saoudienne afin de venger la mort des pèlerins. Lors d'une conférence de presse à Washington, l'ambassadeur d'Arabie saoudite, le prince Bandar bin Sultan a affirmé que « pas une balle n'avait été tirée », imputant la violence aux pèlerins iraniens qu'il a accusés d'avoir "brandi des couteaux, des gourdins et du verre brisé sous leur manteau. Selon le Dr Robert O. Freedman, professeur de sciences politiques à l'Université hébraïque de Baltimore : « Toutefois, des responsables iraniens ont ensuite montré les blessures par balle dans le corps des victimes, ce qui prouvait que les Saoudiens avaient effectivement utilisé des armes à feu ». Robin Wright a également rapporté que « de nombreux corps iraniens, montrés aux journalistes américains et européens immédiatement après leur retour à Téhéran, avaient été perforés par balle ».
Les deux parties ont pris des mesures supplémentaires pour renforcer leur point de vue sur la question. L'Arabie saoudite a rompu ses liens avec l'Iran et a réduit le nombre de pèlerins autorisés iraniens à 45 000, contre 150 000 les années précédentes. L'Iran a boycotté le pèlerinage pendant trois ans, de 1988 à 1990.
En 1991, l’Iran et l’Arabie saoudite ont renoué leurs relations diplomatiques après être parvenus à un accord autorisant les pèlerins iraniens à accomplir à nouveau le pèlerinage. Le nombre total de pèlerins a été fixé à 115 000 et les manifestations ont été autorisées, mais seulement dans un lieu spécifique accordé par les Saoudiens. En vertu de cet accord, les pèlerins iraniens ont poursuivi leur manifestation annuelle dans les années 1990 et 2000, avec peu ou pas d'incidents. Ils ont limité leur rassemblement dans les limites de leur enceinte à La Mecque.
Environ 20 000 soldats pakistanais postés en Arabie saoudite ont été renvoyés au Pakistan, l'Arabie saoudite se sentant mal à l'aise face à la présence de soldats chiites.